# Johann Jakob von Hauck

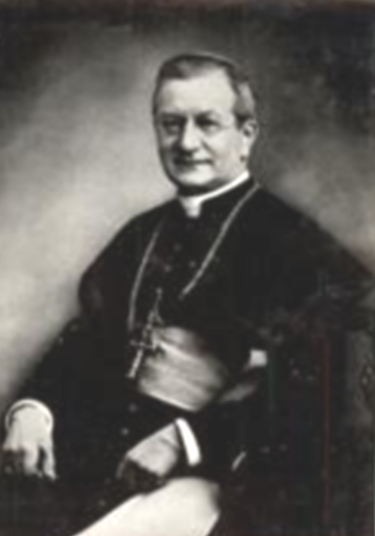
Johann Jakob von Hauck als Administrator des Bistums Würzburg 1923

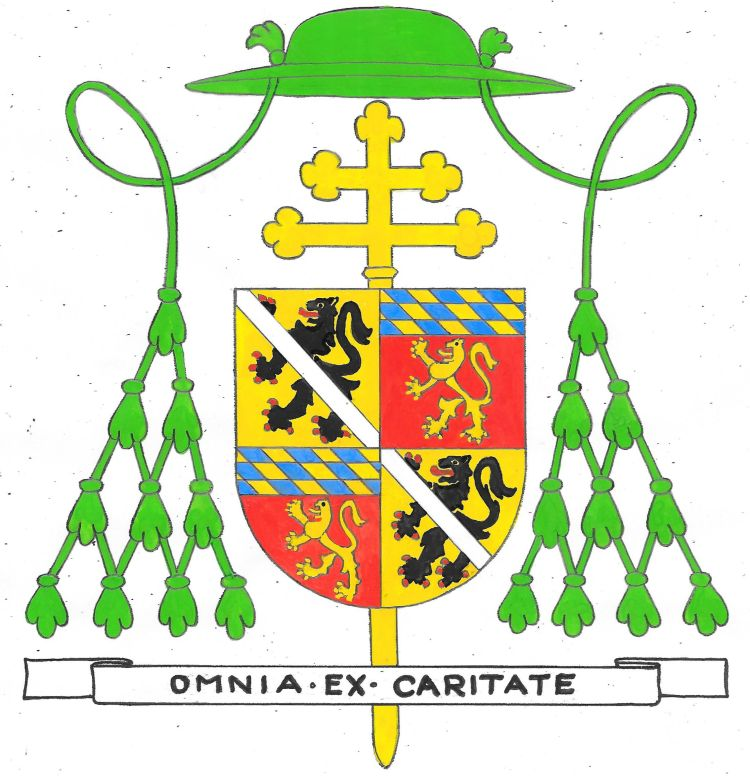
Wappen als Erzbischof von Bamberg

Johann Jakob Hauck, ab 1912 von Hauck, auch Johannes Jacobus von Hauck, (* 22. Dezember 1861 in Miltenberg; † 23. Januar 1943 in Bamberg) war ein deutscher Geistlicher und Erzbischof des Erzbistums Bamberg von 1912 bis 1943.

## Leben
Johann Jakob von Hauck empfing am 3. August 1884 in Bamberg die Priesterweihe. Von 1893 bis 1898 war er Religionslehrer am Alten Gymnasium in Bamberg und ab 1898 Pfarrer von St. Elisabeth in Nürnberg. 1912 wurde er von Papst Pius X. zum Erzbischof von Bamberg ernannt. Die Bischofsweihe spendete ihm am 18. Juni 1912 Ferdinand von Schlör, Bischof von Würzburg; Mitkonsekratoren waren der Bischof von Bistum Eichstätt, Leo von Mergel, OSB, und der damalige Bischof von Bistum Speyer, Michael von Faulhaber. 1920 wurde er zum Apostolischen Administrator des Bistums Würzburg ernannt; nach dem Tod von Ferdinand von Schlör 1924 wurde seinem Rücktrittsgesuch von Papst Pius XI. stattgegeben.
Er regelte die Bistumsgrenzen zu Eichstätt neu, erhöhte die Anzahl der Pfarreien von 199 auf 239, die der Kuratien von 42 auf 45 und ordnete diese 1936 in 23 neu umschriebene Dekanate. Darüber hinaus konsekrierte er 75 Gotteshäuser. Zahlreiche Orden wurden im Erzbistum Bamberg tätig, darunter die Oblaten in Kronach, die Jesuiten in Nürnberg und die Salesianer Don Boscos in Bamberg. Das neue Priesterseminar am Bamberger Heinrichsdamm wurde 1928 eingeweiht. In einem Hirtenschreiben vom 25. Juli 1912 setzte er sich für einen Neubau des Ottonianums in Bamberg ein.
In der NS-Zeit verurteilte er die „neuheidnische“ Weltanschauung deutlich und erreichte die Freilassung von Josef Böhm, dem jüdischen Vater des Komponisten Adolph Kurt Böhm, aus dem Konzentrationslager Dachau. Ansonsten steuerte er jedoch einen vorsichtigen Kurs der Konfliktvermeidung. 
Er ist Namensgeber des Jacobus-von-Hauck-Stifts in Nürnberg sowie des Altenheims Jakobus von Hauck in Bamberg.
Er war Ehrenmitglied der katholischen Studentenverbindung KStV Normannia Würzburg im KV.